# Rondeletia eriocarpa
Rondeletia eriocarpa är en måreväxtart som beskrevs av Gustav Karl Wilhelm Hermann Karsten. Rondeletia eriocarpa ingår i släktet Rondeletia och familjen måreväxter. Inga underarter finns listade i Catalogue of Life.